# Песочное (Рыбинский район)
Песо́чное — посёлок в Рыбинском районе Ярославской области России. Образует Песоченский сельский округ и сельское поселение Песочное. С 1927 до 2012 гг. относился к посёлкам городского типа как рабочий посёлок.

## География
Песочное расположено на обоих крутых песчаных берегах Волги примерно в 20 км к юго-востоку от Рыбинска. Правобережная часть крупнее и расположена примерно в 3 км севернее автодороги Р151 Ярославль — Рыбинск, в 15 км от железнодорожной станции Лом (на линии Ярославль — Сонково). Выше по течению на северном краю посёлка с правого берега в Волгу впадает небольшая речка Сонохта. Левобережная часть расположена между речками Талица и Карановская. Выше речки Талица на левом берегу небольшая деревня Пирогово. А речка Карановская отделяет Песочное и деревню Караново, расположенные на её правом берегу от посёлка Шашково, стоящего на левом берегу Карановской и ниже по Волге,

## История
Деревня Песошна указана на плане Генерального межевания Борисоглебского уезда 1792 года примерно в центре современного посёлка. Там же в устье Сонохты, то есть на северо-западе современного Песочного обозначено село Горки. Выше Горок по течению, то есть на западной окраине современного посёлка обозначен Воскресенский погост. По сведениям 1859 года Песочна относилась к Романово-Борисоглебскому уезду.
В конце XIX века при деревне Песочная Кузнецовым был основан фарфоровый завод. В 1923 году в Песочное приезжает жить Павел Фёдорович Дерунов со своими родителями, и там же оканчивает школу-семилетку. В 1923 году село Песочное становится центром Песоченской волости Рыбинского уезда. 23 мая 1927 года утвержден рабочий посёлок Песочное при Первомайской фарфоровой фабрике в составе Песоченской волости. В 1929 году рабочий посёлок Песочное вошёл в Рыбинский район. 29 мая 1941 года Песоченскому поселковому Совету подчинены населенные пункты при кирпичном заводе «Освобожденный труд» и совхозе имени XVI партсъезда. 1 октября 1962 года в состав рабочего посёлка включено село Воскресенье Панфиловского сельсовета.
1 января 2005 года рабочий посёлок Песочное наделён статусом городского поселения. 1 января 2012 года рабочий посёлок Песочное преобразован в сельский населённый пункт, статус муниципального образования изменен на сельское поселение.
Распоряжением Правительства РФ от 29 июля 2014 года № 1398-р «Об утверждении перечня моногородов» посёлок включён в категорию «Монопрофильные муниципальные образования Российской Федерации (моногорода) с наиболее сложным социально-экономическим положением».

## Население
| 1859  | 1939  | 1959  | 1970  | 1979  | 1989  | 2002  |
| ----- | ----- | ----- | ----- | ----- | ----- | ----- |
| 34    | ↗4410 | ↗5155 | ↘4606 | ↘4270 | ↘3684 | ↘3069 |
| 2007  | 2009  | 2010  | 2011  | 2012  | 2013  | 2014  |
| ↘2818 | ↘2693 | ↘2615 | ↘2605 | ↘2547 | ↘2533 | ↘2505 |
| 2015  | 2016  | 2017  | 2018  | 2019  | 2020  | 2021  |
| ↘2487 | ↘2470 | ↘2426 | ↘2368 | ↘2296 | ↘2244 | ↗2624 |

### Известные жители
- Фурсов, Николай Дмитриевич (1924—1945) — командир танкового взвода в Великой Отечественной войне, Герой Советского Союза (1945).
- Яковлев, Евгений Иванович (1911 — ?) — инженер-конструктор корабельной радиолокационной аппаратуры, лауреат Сталинской премии (1950).

## Экономика
Основанный еще в 1884 году Первомайский фарфоровый завод являлся основным предприятием поселения. Завод специализировался на производстве чайной посуды, «восточной» посуды — наборов для плова, пиал и т. п., а также миниатюрной фарфоровой скульптуры с применением ручной росписи по фарфору. В начале 2010-х годов предприятие прекратило своё существование..

## Общественный транспорт
Действуют пристань Песочное и пристань Кирпичное с регулярным водным сообщением Рыбинск — Песочное и Рыбинск — Колхозник.